# Fond Lovro i Lilly Matačić
Fond Lovro i Lilly Matačić utemeljen je 1987. u skladu s oporukama svojih nositelja, a s ciljem da pridonese usavršavanju osobito darovitih mladih dirigenata u zemlji i u inozemstvu. 

## O Fondu
Fond Lovro i Lilly Matačić kao neprofitna udruga provodi u djelo temeljnu želju donatora: podupiranje i poticanje umjetničkog razvoja mladih nadarenih dirigenata u zemlji i inozemstvu, uz izdavačku, dokumentacijsku i drugu djelatnost kojom promovira umjetnički lik velikog maestra (monografija Matačić autorice Eve Sedak, nosači zvuka s reprezentativnim Matačićevim interpretacijama, niz izložbi u zemlji i inozemstvu o Matačićevu životu i djelovanju). 
Potpora mladim dirigentima se u prvome redu ostvaruje stipendiranjem određenog broja kandidata i štićenika, te organiziranjem velikog međunarodnog dirigentskog natjecanja. Tako je Fond do danas stipendirao ili na drugačije načine financijski podupirao niz mladih dirigenata iz Hrvatske na početku njihove karijere. Među njima su Alan Bjelinski, Saša Britvić, Tonči Bilić, Tomislav Fačini, Ivan Repušić, Mladen Tarbuk, Luka Vukšić, i dr.
Pri organizaciji Međunarodnog natjecanja mladih dirigenata Lovro von Matačić, cilj je Fonda ostvariti manifestaciju svjetskih razmjera i ugleda dostojnog umjetnika čije ime nosi, te u duhu njegove umjetničke ostavštine pružiti priliku novim naraštajima glazbenika na putu njihove svjetske afirmacije. Tijelima Fonda potporu u tome pružaju ugledni članovi Vijeća Natjecanja, među kojima su do sada, primjerice, bili Riccardo Muti, Wolfgang Sawallisch, Kent Nagano, Milan Horvat, Igor Kuljerić i dr.

## Struktura Fonda

#### Vodstvo Fonda
akademik Frano Parać, predsjednik Skupštine

Eva Sedak, predsjednica Upravnog odbora

Josip Nalis, glavni tajnik

#### Upravni odbor
Eva Sedak, predsjednica

Saša Britvić

Prerad Detiček

Mladen Janjanin

Zoran Juranić

Berislav Šipuš

#### Nadzorni odbor
Ivan Kunej, predsjednik

Dubravko Majnarić

Miroslav Poljanec

#### Skupština Fonda
akademik Frano Parać, predsjednik

Naima Balić, Nikša Bareza, Vladimir Benić, Tonči Bilić, Neno Bonačić, Ivo Delalle, Pavle Dešpalj, Dražen Siriščević, Nedjeljko Fabrio, Igor Gjadrov, Milan Horvat, Tihomir Jokić, Vladimir Kranjčević, Metoda Lhotka, Zlatko Madžar, Tonko Ninić, Ruža Pospiš Baldani, Mladen Benčić Sedak, Zlatko Stahuljak, Anđelko Ramušćak, Ruben Radica, Mladen Tarbuk, Petar Tocilj, Sanja Žiljak, Viktor Žmegač.

## Najznačajniji rezultati u prve 23 godine djelovanja fonda
- Programi potpore sudjelovanju na međunarodnim natjecanjima, stipendiranje školovanja i usavršavanja u zemlji i u inozemstvu, stimuliranje angažiranja mladih dirigenata u pojedinim projektima hrvatskih orkestara te studijskog boravka uz istaknute dirigente.
- 1. Međunarodno natjecanje mladih dirigenata Lovro von Matačić, Zagreb, 1995.
- Monografija Matačić, autorica dr. Eva Sedak, Zagreb, 1996.
- 2. Međunarodno natjecanje mladih dirigenata Lovro von Matačić, Zagreb, 1999.
- 3. Međunarodno natjecanje mladih dirigenata Lovro von Matačić, Zagreb, 2003.
- Dokumentarna izložba o životu i radu Lovre von Matačića (autorica dr. Eva Sedak) predstavljena u Zagrebu 1999., a zatim u Rijeci, Dubrovniku, Splitu, Omišu, Ljubljani, Novoj Gorici, Čakovcu, Osijeku, Beču, Trstu, Mariboru, Skoplju, Pragu, Zadru, Sarajevu, Mostaru, Varaždinu, Berlinu, Linzu i Budimpešti.
- 4. Međunarodno natjecanje mladih dirigenata Lovro von Matačić, Zagreb, 2007.

## Vanjske poveznice
- Fond Lovro i Lilly Matačić